# Saori Yoshida
Saori Yoshida –en japonés: 吉田 沙保里, Yoshida Saori– (Tsu, 5 de octubre de 1982) es una deportista japonesa que compite en lucha libre.
Participó en cuatro Juegos Olímpicos de Verano, obteniendo en total cuatro medallas: oro en Atenas 2004, Pekín 2008 y Londres 2012 y plata en Río de Janeiro 2016.  En los Juegos Asiáticos consiguió cuatro medallas de oro entre las ediciones de Busan 2002 y Incheon 2014.
Ganó 13 medallas en el Campeonato Mundial de Lucha entre los años 2002 y 2015, y 4 medallas de oro en el Campeonato Asiático de Lucha entre los años 2004 y 2008.

## Palmarés internacional
| Juegos Olímpicos    | Juegos Olímpicos            | Juegos Olímpicos | Juegos Olímpicos |
| Año                 | Lugar                       | Medalla          | Categoría        |
| ------------------- | --------------------------- | ---------------- | ---------------- |
| 2004                | Atenas (Grecia)             | Medalla de oro   | 55 kg            |
| 2008                | Pekín (China)               | Medalla de oro   | 55 kg            |
| 2012                | Londres (Reino Unido)       | Medalla de oro   | 55 kg            |
| 2016                | Río de Janeiro (Brasil)     | Medalla de plata | 53 kg            |
| Campeonato Mundial  |                             |                  |                  |
| Año                 | Lugar                       | Medalla          | Categoría        |
| 2002                | Calcis (Grecia)             | Medalla de oro   | 55 kg            |
| 2003                | Nueva York (Estados Unidos) | Medalla de oro   | 55 kg            |
| 2005                | Budapest (Hungría)          | Medalla de oro   | 55 kg            |
| 2006                | Cantón (China)              | Medalla de oro   | 55 kg            |
| 2007                | Bakú (Azerbaiyán)           | Medalla de oro   | 55 kg            |
| 2008                | Tokio (Japón)               | Medalla de oro   | 55 kg            |
| 2009                | Herning (Dinamarca)         | Medalla de oro   | 55 kg            |
| 2010                | Moscú (Rusia)               | Medalla de oro   | 55 kg            |
| 2011                | Estambul (Turquía)          | Medalla de oro   | 55 kg            |
| 2012                | Edmonton (Canadá)           | Medalla de oro   | 55 kg            |
| 2013                | Budapest (Hungría)          | Medalla de oro   | 55 kg            |
| 2014                | Taskent (Uzbekistán)        | Medalla de oro   | 53 kg            |
| 2015                | Las Vegas (Estados Unidos)  | Medalla de oro   | 53 kg            |
| Juegos Asiáticos    |                             |                  |                  |
| Año                 | Lugar                       | Medalla          | Categoría        |
| 2002                | Busan (Corea del Sur)       | Medalla de oro   | 55 kg            |
| 2006                | Doha (Catar)                | Medalla de oro   | 55 kg            |
| 2010                | Cantón (China)              | Medalla de oro   | 55 kg            |
| 2014                | Incheon (Corea del Sur)     | Medalla de oro   | 55 kg            |
| Campeonato Asiático |                             |                  |                  |
| Año                 | Lugar                       | Medalla          | Categoría        |
| 2004                | Tokio (Japón)               | Medalla de oro   | 55 kg            |
| 2005                | Wuhan (China)               | Medalla de oro   | 55 kg            |
| 2007                | Biskek (Kirguistán)         | Medalla de oro   | 55 kg            |
| 2008                | Jeju (Corea del Sur)        | Medalla de oro   | 55 kg            |